# Колонаки

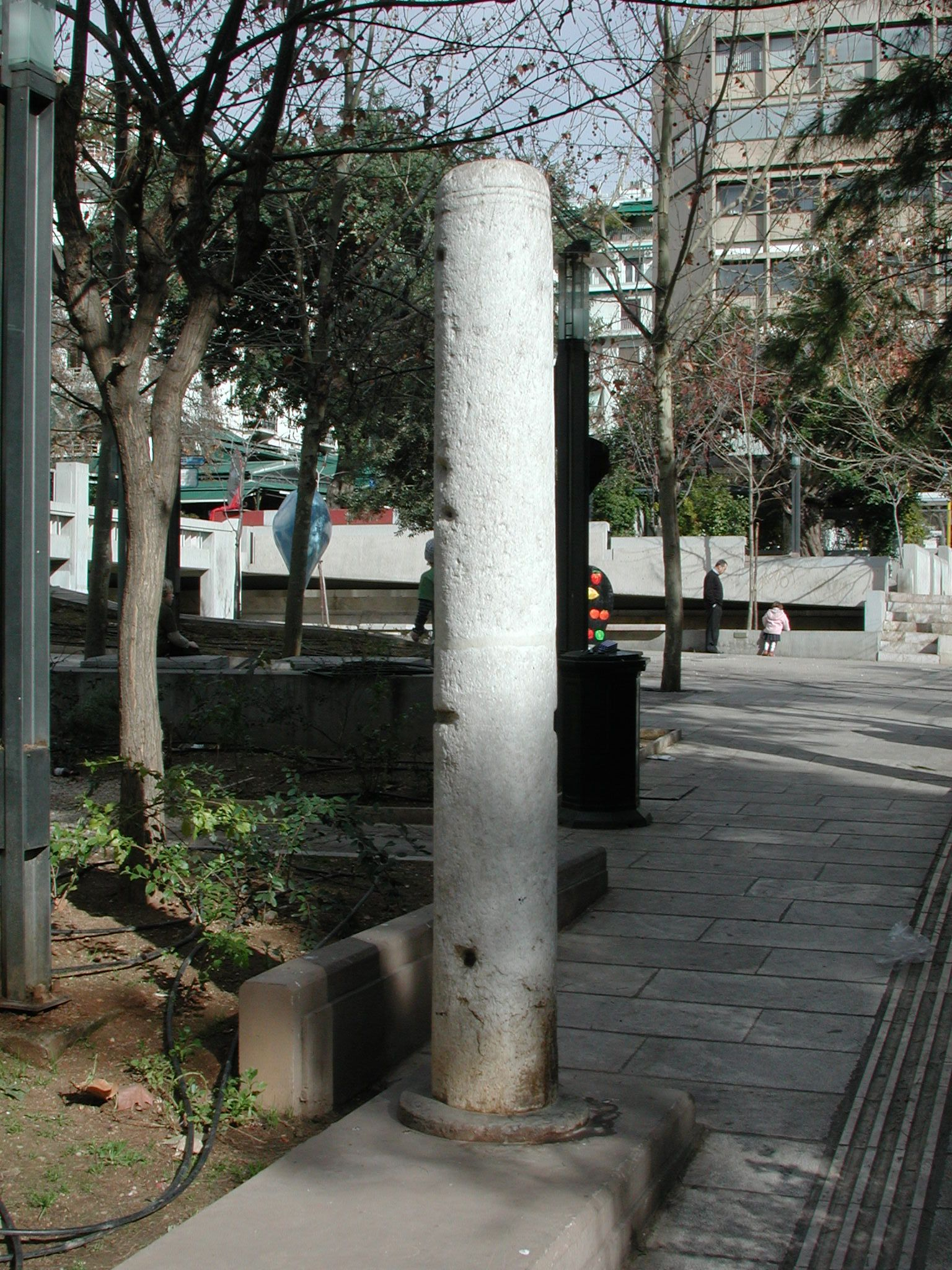
Малая колонна на площади Колонаки

Колонаки (греч. Κολωνάκι — «малая колонна, колонка») — район в центре Афин, расположен к югу и западу от холма Ликавит. Улица Сина служит границей Колонаки с расположенным севернее районом Неаполис. С запада Колонаки ограничен Университетским проспектом (λεωφόρος Πανεπιστημίου), с юга и востока — проспектами Короля Константина (λεωφόρος Βασιλέως Κωνσταντίνου) и Королевы Софии (λεωφόρος Βασιλίσσης Σοφίας). Крайней северо-восточной точкой района является Афинский концерт-холл «Мегарон». Колонаки получил свое название по одноименной площади, на которой находится старинная мраморная колонка высотой 2 м и диаметром 30 см. Такие памятники в средние века местное население устанавливало на месте проведенных ритуалов для избавления от эпидемий болезней и других бедствий.
В 19-20 веках близость Королевского дворца (в котором позднее разместился греческий парламент) способствовала заселению района представителями высших слоев населения. Колонаки превратился в самый фешенебельный район Афин, насыщенный бутиками модной одежды, ювелирными магазинами и дорогими ресторанами. Основная торговая улица Вукурестиу (Бухарестская) получила название в честь Бухарестского мирного договора 1913 года, по условиям которого в состав Греции перешли Эпир и Македония.
В Колонаки находятся Музей Бенаки, расположенный в неоклассической усадьбе Гуландриса, Музей кикладского искусства, Музей истории греческого костюма, Театральный музей. На проспекте Королевы Софии расположены Византийский и христианский музей, Военный музей, Афинский концерт-холл «Мегарон», а также станции метрополитена «Эвангелизмос» и «Мегаро-Мусикис». В античные времена на территории района Колонаки действовал Ликей, в котором преподавал Аристотель. Во время Декабрьских событий 1944 года Колонаки послужил базой для британских войск, которые под командованием генерала Рональда Скоби вели боевые действия против вооруженных отрядов ЭАМ. Большая социальная разница, которая существует между двумя афинскими районами со схожими названиями — аристократичным Колонаки и пролетарским Колоном, создала условия для появления многочисленных анекдотов на эту тему.